# 16019 Edwardsu
16019 Edwardsu (1999 CL69) là một tiểu hành tinh vành đai chính được phát hiện ngày 12 tháng 2 năm 1999 bởi nhóm nghiên cứu tiểu hành tinh gần Trái Đất phòng thí nghiệm Lincoln ở Socorro.